# Linares de la Sierra
Linares de la Sierra es un municipio y localidad española de la provincia de Huelva, en Andalucía. Se encuentra situado en la parte oriental de la comarca de la Sierra de Aracena, en un profundo valle a unos 497 metros sobre el nivel del mar. El municipio cuenta con una población de 275 habitantes (INE 2024). Su extensión superficial es de 29 km² y tiene una densidad de 10,17 hab/km². Se encuentra situada a una altitud de 505 metros y a 106 kilómetros de la capital de provincia, Huelva.
Linares de la Sierra se encuentra entre Alájar y Aracena, en el centro del parque natural de la Sierra de Aracena y Picos de Aroche, uno de los espacios protegidos más importantes de la Comunidad y que ocupa todo el norte de la provincia con sus dehesas y pequeñas elevaciones cubiertas, predominantemente, de bosques de encina, alcornoques, castaños y monte bajo, por donde cursan numerosos arroyos, ideal para la ganadería, especialmente para el cerdo ibérico, que encuentra aquí unas condiciones ideales.
Del pueblo, cabe destacar sus calles empedradas, la iglesia parroquial de San Juan Bautista, el lavadero público y sus casas apiñadas. Está situada en plena sierra y pertenece al partido judicial de Aracena. Se separó de Aracena en tiempos de Fernando VI, por Real Cédula de 27 de mayo de 1724.

## Historia
Los primeros asentamientos humanos en la comarca fueron fenicios y romanos, aunque no llegan a constituirse en verdaderos núcleos urbanos hasta la época musulmana, en la que existía una población muy numerosa ligada a la minería y a las rutas principales. El origen de la población, sobre una antigua vía natural, rodeada de montañas y en la confluencia de dos pequeños arroyos, aparece ligado a la acción repobladora de los reinos cristianos de la época bajomedieval. 
El casco urbano se desarrolló en torno a una pequeña ermita, de la que no quedan restos en la actualidad. En el mismo solar, el arquitecto onubense José Álvarez diseñó la iglesia parroquial de estilo neoclásico, del siglo XVIII, bajo la advocación de San Juan Bautista. Pero su punto más destacado lo conforma su conjunto, con su peculiar configuración urbanística adaptada a la orografía del terreno y el mantenimiento de una vivienda tradicional que conserva los valores estilísticos de la arquitectura popular serrana. Característicos son sus Llanos o Empedraos que son alfombras decorativas de piedras que inundan todo el pavimento del pueblo, principalmente en las entradas de las viviendas. Empezaron a realizarse en el siglo XIX, no como simple elemento decorativo si no para salvar los desniveles del terreno. 

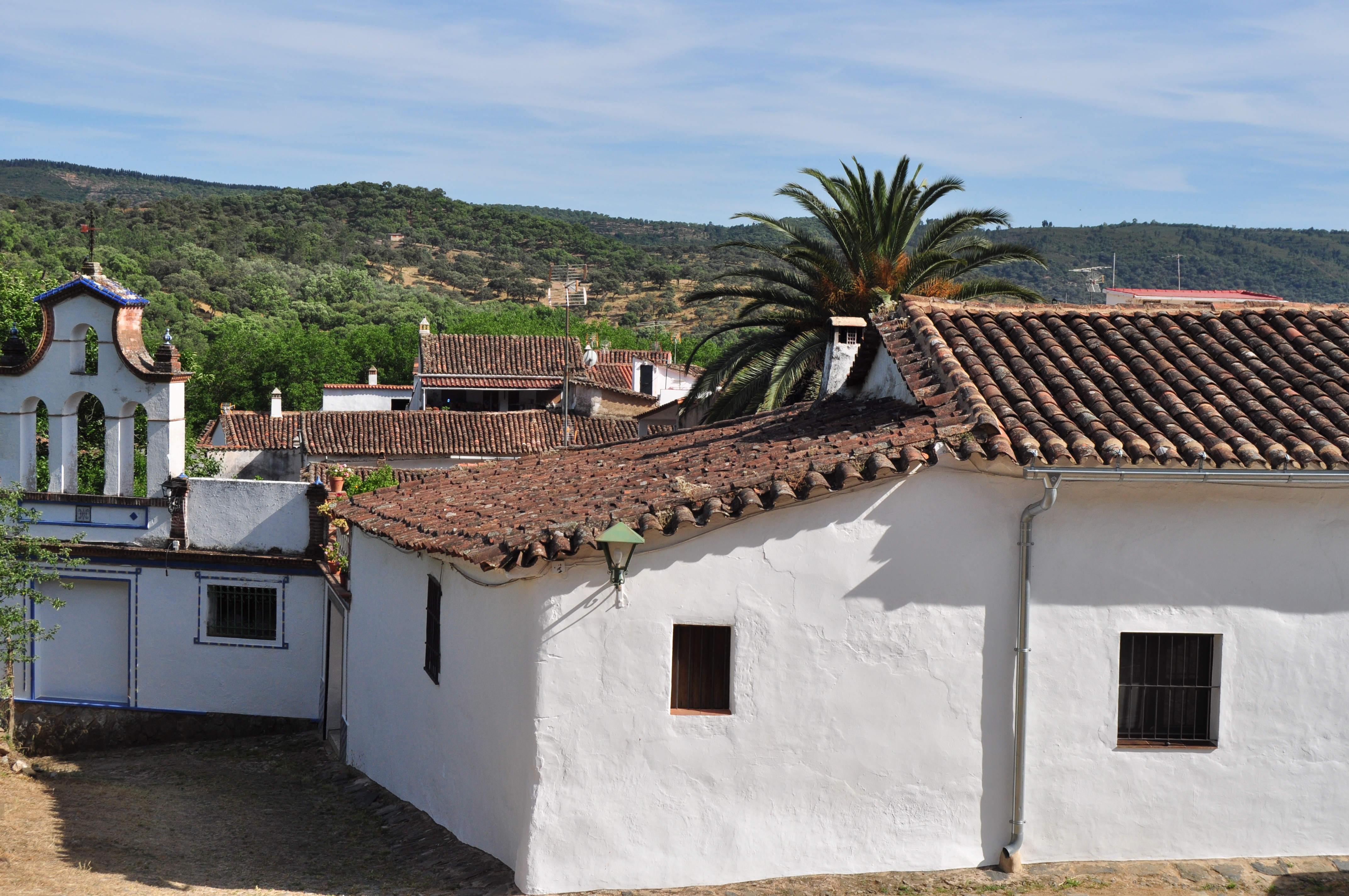
Vista de Linares de la Sierra

Desde sus orígenes, el municipio dependió del municipio de Aracena. En 1640, Aracena y sus aldeas quedan bajo el dominio del conde-duque de Olivares. Con la caída del valido, Aracena, Galaroza, Alájar y Castaño del Robledo conforman el llamado Principado de Aracena, formando parte del Condado de Altamira. Linares acabó separándose de Aracena el 7 de marzo de 1754, pasó a ser villa y se convirtió en una pequeña aldea con una población escasa pero muy regular, alcanzando el techo histórico en 1857 con 1021 personas. Una etapa de prosperidad queda constatada por un incremento poblacional prolongado hasta finales del siglo XIX. 
Hacia 1890, la localidad se resiente demográficamente, y la población campesina emigra a núcleos vecinos, empujada por el agotamiento de los recursos y atraída por la floreciente actividad minera. Desde la década de los sesenta la población fue disminuyendo de modo alarmante, aunque en los últimos años parece notarse una cierta reactivación en la actividad demográfica.

## Demografía
Linares de la Sierra cuenta con una población de 275 habitantes (INE 2024).
| Gráfica de evolución demográfica de Linares de la Sierra entre 1842 y 2021                                          |
| |
| Población de derecho según los censos de población del INE Población de hecho según los censos de población del INE |

| 301                       | 300 | 309 | 316 | 307 | 293 | 300 | 303 | 295 | 295 | 276 |
| (Fuente: INE [Consultar]) |     |     |     |     |     |     |     |     |     |     |

## Economía

### Evolución de la deuda viva municipal
| Gráfica de evolución de Deuda viva del Ayuntamiento de Linares de la Sierra entre 2008 y 2021                                |
| |
| Deuda viva del Ayuntamiento de Linares de la Sierra en miles de Euros según datos del Ministerio de Hacienda y Ad. Públicas. |

## Descripción del municipio
Una característica fundamental del casco de Linares es la ausencia casi total de espacios libres (patios y corrales) en las parcelas, unido a la escasa dimensión de las mismas. Esto debido a la dificultad de urbanizar por las condiciones topográficas y a su origen medieval que concibe una ciudad cerrada en sí. La vida en el exterior se desarrolla básicamente en la calle, en las puertas y zaguanes de las viviendas. Se aprecia el exquisito tratamiento que se da a las calles, empedradas y con las entradas a las viviendas adornadas con las conocidas «alfombras» o «llanos» empedrados en dos colores, proporcionando un cierto carácter doméstico. En las viviendas llama la atención el tamaño del zaguán, muy superior en anchura a los que se observan en la zona del Condado, de manera que las calles se convierten en prolongación de los mismos. Las viviendas se desarrollan en una planta o una planta y doblado. Se hacen evidentes las grandes carencias de espacios públicos. 
El conjunto urbano se caracteriza por pequeñas manzanas rodeadas de calles estrechas y donde los espacios libres comunitarios no son espacios valorados en cuanto a su dimensión. De esta forma, encontramos tres plazas principales, todas ellas de reducido tamaño: la plaza de Colón o plaza Juan Ramón Jiménez, junto a la iglesia de San Juan Bautista, la plaza de la Fuente (antigua plaza Calvo Sotelo) y la plaza Martín Pareja Obregón. Existen dos formas claramente diferenciadas de ocupación del suelo. Una correspondería a los núcleos originarios y otra a los desarrollos posteriores. En la primera, se ocupa el suelo mediante manzanas cerradas compactas e irregulares de cierta densidad, con un trazado orgánico adaptado a las condiciones topográficas, en la práctica totalidad del municipio. En el segundo caso mediante trazados regulares con manzanas claramente rectangulares y calles de mayor amplitud y longitud. En ambos esquemas, la edificación posee doble fachada, usándose la principal para el acceso directo a la vivienda y conectándose la trasera con las dependencias de servicio agrícolas existentes en los grandes patios traseros. Ello da lugar a una secuencia en la que se alternan calles principales y secundarias. La calle establece diferencia entre el tráfico rodado y el peatonal, presentándose como una superficie unitaria casi siempre desprovista de arbolado, en la que de forma continua van dando las fachadas o cerramientos de los edificios. Las plazas, en muchos casos se convierten en un simple ensanche de la calle en el que se introduce un elemento singular de carácter urbano. Normalmente no se diferencia de la calle en su tratamiento, e incluso se realiza a su mismo nivel, aunque a veces se sobreeleve con una plataforma, adoptando así un carácter más culto y representativo. La edificación es mayoritariamente residencial adosada con patio posterior de parcela y con una serie de «naves» paralelas a la fachada que van definiendo las diferentes estancias. Posee un claro predominio de la arquitectura popular, muy similar a la existente en toda la comarca, de raíz burguesa a partir del siglo XIX, con muy pocos ejemplos. 

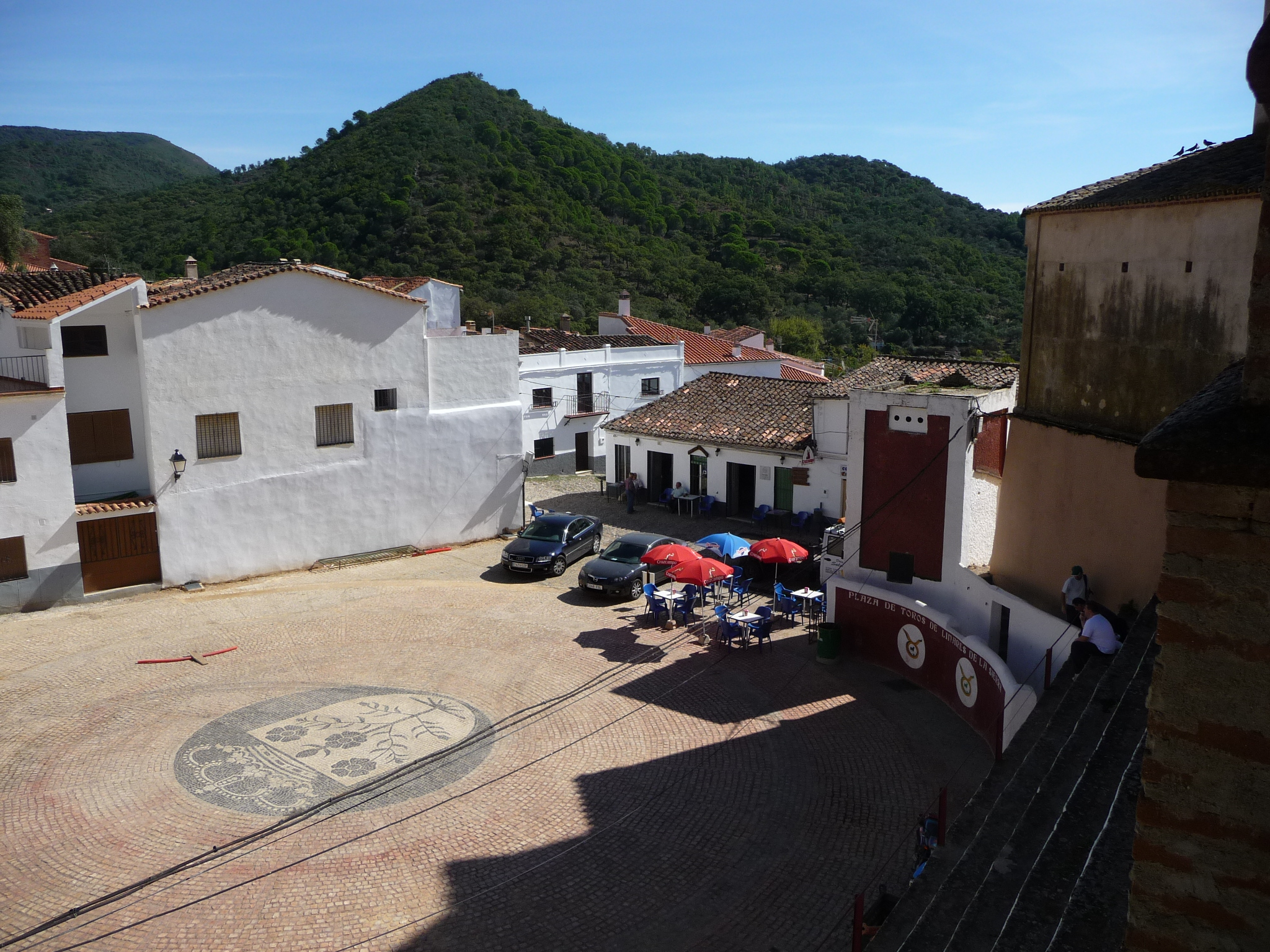
Plaza del pueblo, que también es plaza de toros.

Esta arquitectura serrana constituye el ejemplo más importante dentro de la arquitectura popular de la provincia, avalada por la fusión entre arquitectura y paisaje, la adopción de técnicas y métodos constructivos adecuados a los condicionantes más adversos del territorio, la utilización de un lenguaje propio elabora durante años y derivado de un barroco culto andaluz y, sobre todo, el elevado grado de conservación con que hoy se presenta motivado por las escasa presiones desarrollistas recibidas. Se debe destacar la sensación global que ofrece el Conjunto, la uniformidad de tratamiento en los materiales. La escasa evolución urbana se observa por la edad de las edificaciones, sometidas a un lento proceso de sustitución, motivado por simple envejecimiento de las mismas. No se aprecian grandes cambios, ampliaciones o zonas de crecimiento. En razón a las características del ámbito del Bien se considera necesaria la delimitación de un en torno al mismo. Su situación en el parque natural de la Sierra de Aracena y Picos de Aroche y la enorme relación entre arquitectura y paisaje, establecen un equilibrio entre medio urbano y rural. Con base en ello se considera conveniente delimitar un entorno de protección del Conjunto Histórico, por razones de contemplación, interpretación e identificación.